# Franciszek Brodniewicz
Franciszek Brodniewicz (ur. 29 listopada 1892 w Kwilczu, zm. 17 sierpnia 1944 w Warszawie) – polski aktor filmowy i teatralny.

## Życiorys

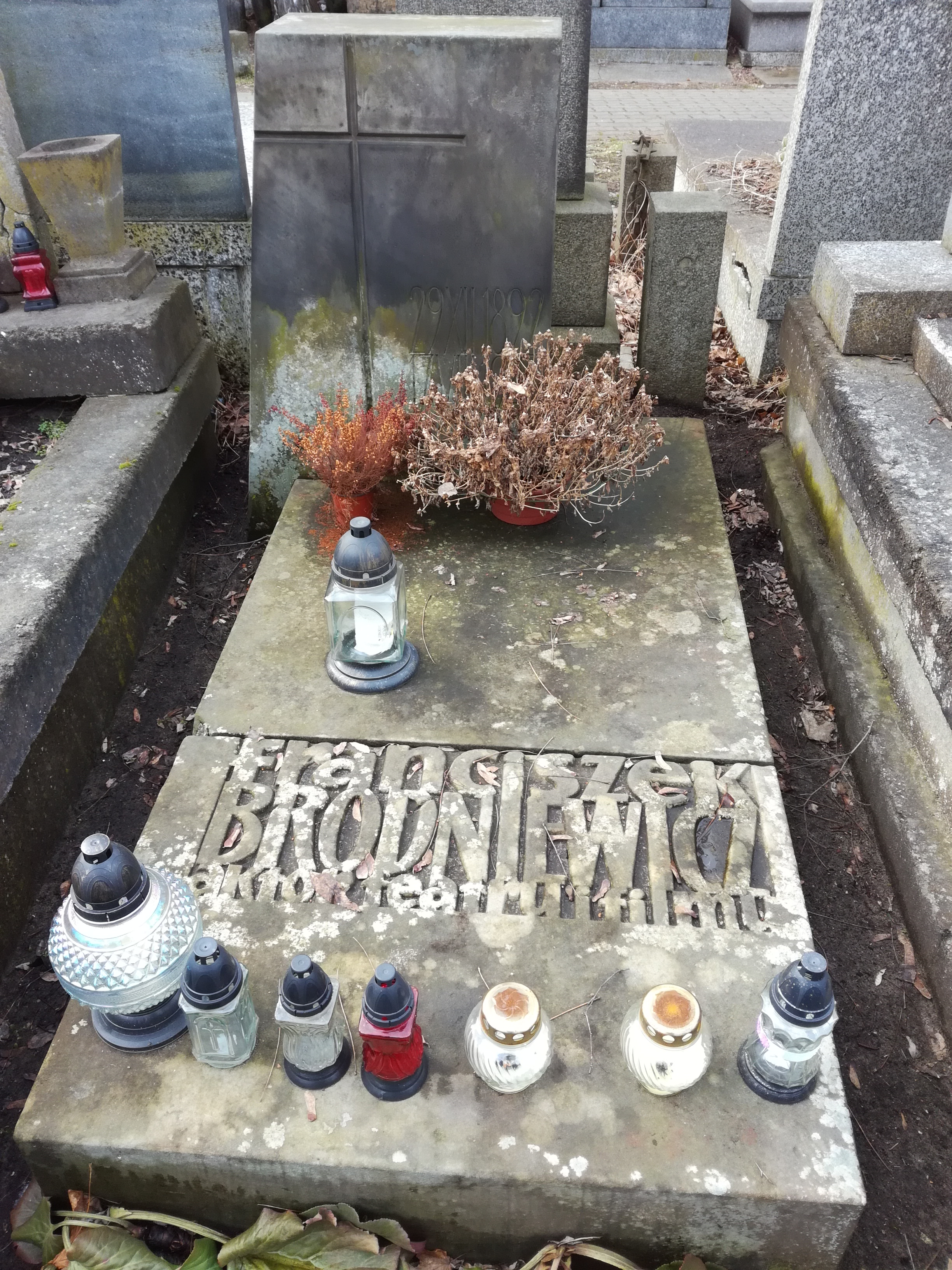
Grób Franciszka Brodniewicza na cmentarzu Bródnowskim w Warszawie

Syn krawca, ukończył gimnazjum w Poznaniu. Do I wojny światowej grał epizody w Teatrze Polskim w Poznaniu, a po jej zakończeniu grał w teatrach Bydgoszczy, Poznania, Łodzi i Lwowa. W końcu przeniósł się do Warszawy, gdzie grał w Teatrze Kameralnym, Teatrze Operetkowym, Teatrze Polskim i Teatrze Małym. W ostatnich latach przed wybuchem II wojny światowej zajmował się pracą filmową, nie był związany angażem z żadną sceną. Był czołowym amantem polskiego kina międzywojennego. Sławę przyniosły mu role w Trędowatej (1936), Wiernej rzece (1936) oraz Doktórze Murku (1939).
W czasie okupacji niemieckiej odmówił występowania w filmach tworzonych za pieniądze okupanta, odpowiadając w ten sposób na apel Związku Artystów Scen Polskich o niewspółpracowanie z hitlerowcami. Nie zgodził się zagrać w filmie Heimkehr (1941), który ukazywał negatywny obraz Polaków.
W latach 1940–1944 występował w teatrzyku Na Antresoli. Pracował jako kelner w jednej z kawiarni w warszawskim Śródmieściu, gdzie z czasem awansował na kierownika sali.
W swoim mieszkaniu ukrywał Żydówkę Rachelę Adler, która dzięki temu przeżyła wojnę. Pomógł w ucieczce sąsiadowi ściganemu przez Gestapo. Zmarł podczas powstania warszawskiego w swoim mieszkaniu przy ulicy Złotej 73, na skutek nieleczonej choroby wieńcowej, która wywołała zawał serca po tym, jak w podwórzu kamienicy wybuchła bomba lotnicza. Został pochowany przy swoim domu, a po ekshumacji na cmentarzu Bródnowskim (kwatera: 13B-V-18).

## Miejsce w kulturze popularnej
Mimo długiej kariery teatralnej nie zagrał roli, która przyniosłaby mu taką sławę, jaką dawał mu każdy z jego występów filmowych. Brodniewicz na tle amantów polskiego kina lat trzydziestych XX w. wyróżniał się dojrzałością i statecznością. Wcielał się w postacie, w których role kobiece zawsze miały oparcie, co dodatkowo budowało uwielbienie do niego żeńskiej części widowni. Jadwiga Smosarska tak opisywała Brodniewicza: „ma to wszystko, czego przeważnie naszym amantom brak: męskość, wzrost i postawa. Do tego głos ciepły i dźwięczny”.

## Życie prywatne
W 1924 roku  Brodniewicz poznał bibliotekarkę Helenę Thewsównę (1901–1982), córkę Oskara Thewsa i Marii z Reszczyńskich. Rok później parze urodziła się córka, Jadwiga Maria (1924–2012). Aktor uznał dziecko za swoją córkę dopiero 29 lipca 1930 r., w dzień swojego ślubu z Heleną. Żona oraz córka Brodniewicza mieszkały w Poznaniu, razem z siostrami aktora. W późniejszym okresie Helena pracowała jako kasjerka w kinie. Jadwiga Brodniewiczówna, wyjechała po wojnie do Stanów Zjednoczonych i zamieszkała na Florydzie; pracowała jako kosmetyczka. Otrzymała obywatelstwo amerykańskie i zmieniła nazwisko na Ada Kennedy. W 2005 r. wróciła do Polski, gdzie pozostała do swojej śmierci.

## Filmografia
- 1922: Car Dymitr Samozwaniec – Zygmunt III Waza
- 1933: Prokurator Alicja Horn – Jan Winkler
- 1934: Śluby ułańskie – Gończa
- 1934: Czarna perła – mąż Torn
- 1934: Córka generała Pankratowa – rewolucjonista Bolesław
- 1935: Dzień wielkiej przygody – komendant obozu harcerskiego
- 1935: Dwie Joasie – Rostalski, adwokat
- 1936: Trędowata – Waldemar Michorowski
- 1936: Pan Twardowski – Twardowski
- 1936: Wierna rzeka – rotmistrz Wiesnicyn
- 1936: August Mocny – epizod
- 1936: Mały marynarz – Franciszek Nowicki
- 1936: Papa się żeni – Robert Visconti
- 1937: Ułan księcia Józefa[7] – Józef Poniatowski
- 1937: Ordynat Michorowski – ordynat Waldemar Michorowski
- 1938: Wrzos – Andrzej Sanicki
- 1938: Moi rodzice rozwodzą się – aktor Jerzy Sławomir
- 1939: U kresu drogi – hrabia Wiktor Łański
- 1939: Doktór Murek – doktor praw Franciszek Murek
- 1939/1941: Przez łzy do szczęścia – Jan Monkiewicz